# Paul Rudolph Preuss
Pour les articles homonymes, voir Paul Preuss.
Paul Rudolph Preuss (ou Paul Preuß), né le 12 décembre 1861 à Thorn (en province de Prusse) et mort entre 1922 et 1925, est un explorateur, naturaliste, botaniste et horticulteur allemand.

## Biographie
Il soutient une thèse en 1885 à Berlin. Il travaille en 1886-1888 en Sierra Leone, puis participe à l'expédition Zintgraff à Kumba, en ouest-Cameroun, en 1889-1892.
Il est le fondateur en 1892 du jardin botanique de Limbé au Cameroun. Il en est le premier directeur, fonction qu'il exerce jusqu'en 1902. Alors qu'il est encore en activité, il fait un voyage d'étude en Amérique Centrale et Latine, dans les Indes occidentales, au Mexique, au Venezuela et en Équateur. Il récolte dans une visée d'implantation des graines, des plants et des fruits, qu'il envoie pour partie au Kolonialwirtschaftliches Komitee (de) à Berlin et pour partie au jardin botanique de Limbé afin qu'ils soient cultivés. Après sa démission, il fait d'autres voyages, notamment au Sri Lanka, à Java et en Papouasie-Nouvelle-Guinée.

## Hommages
Les noms de plusieurs espèces animales et végétales lui rendent hommage, dont Cercopithecus preussi (primate), Petrochelidon preussi (ou Hirondelle de Preuss), Ploceus preussi (ou Tisserin de Preuss), Werneria preussi (amphibien), Toxicocalamus preussi (serpent) ; Amorphophallus preussii (herbe épineuse), Begonia preussii (herbe), Justicia preussii (arbrisseau), Myrianthus preussii (arbrisseau), Palisota preussiana (herbe), Pararistolochia preussii (liane), Sclerochiton preussii (arbrisseau), Spondianthus preussii (arbre), Whitfieldia preussii (sous-arbrisseau), ainsi que le genre Preussiella (Melastomataceae) qui lui a été dédié par Ernst Friedrich Gilg.

## Publications
- Die Beziehungen zwischen dem anatomischen Bau und der physiologischen Funktion der Blattstiele und Gelenkpolster, Université de Berlin, 1885, thèse (OCLC 918296563).
- Die Kokospalme und ihre Kultur, Berlin, Dietrich Reimer, 1911 221 p. (OCLC 883719059)